# Zimmerius albigularis
Zimmerius albigularis — вид птиц из семейства тиранновых. Ранее считался конспецифичным с Zimmerius chrysops, но затем были обнаружены молекулярные и вокальные различия между ними. Встречаются в лесах южноамериканского региона Чоко на территории Колумбии и Эквадора.
Несмотря на обитание в местах, где наблюдается активное уничтожение среды обитания, птица достаточно обычна.